# سینمای تایلند

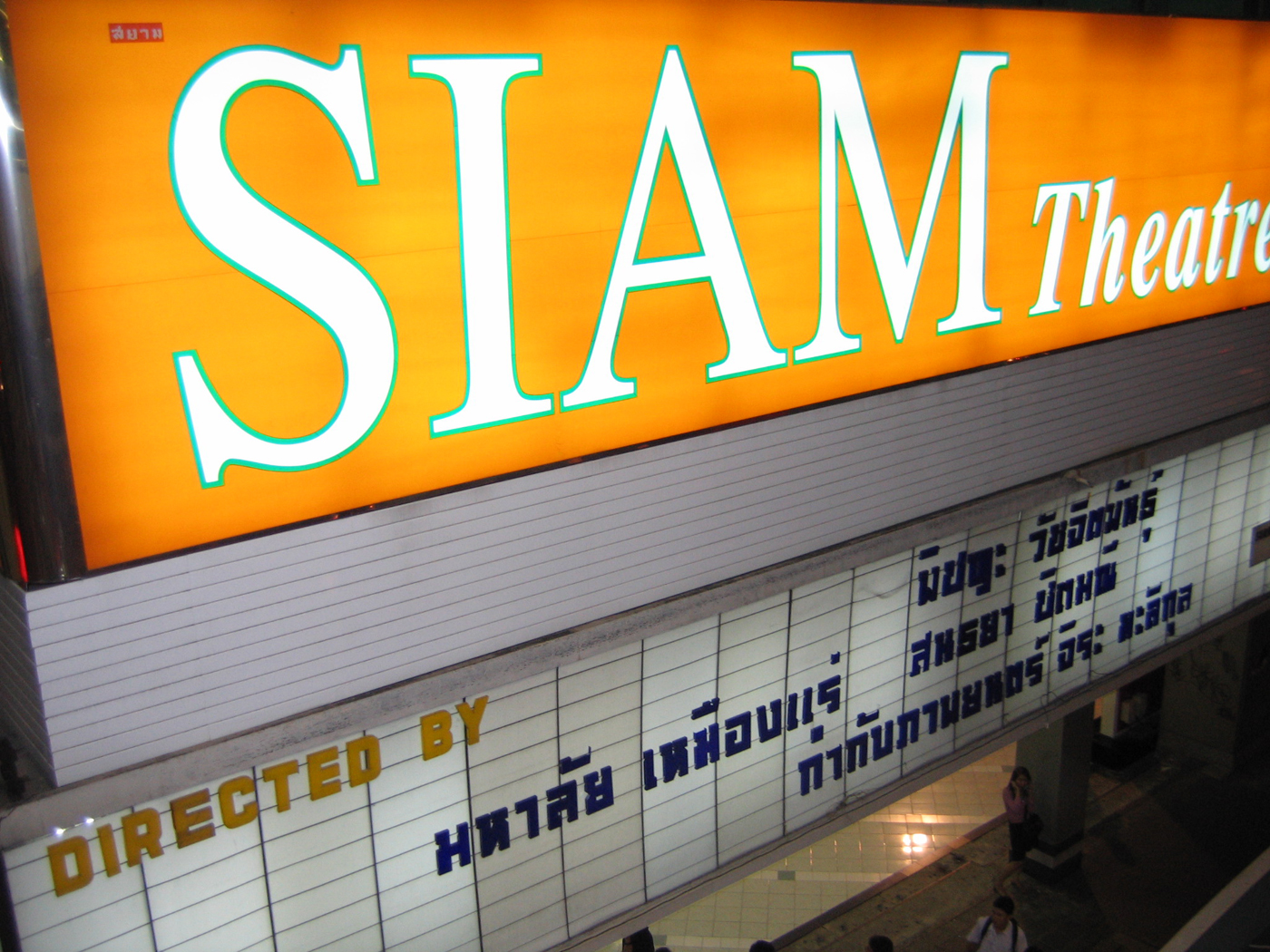
پردیس سینمایی سیام در بانکوک

سینمای تایلند (انگلیسی: cinema of Thailand) به تاریخ سینمای تایلند، بدنه سینمایی، جشنواره‌ها و نهادهای سینمایی و همچنین به فیلم‌های ساخته شده تایلندی یا تولید مشترک در آن کشور اشاره دارد. صنعت فیلم تایلند در رقابت با سینماهای منطقه مانند سینمای اندونزی، سینمای فیلیپین، سینمای مالزی و سینمای میانمار وزن کمتری دارد. اگرچه در برابر سینماهای به زبان ماندارین و کانتونی و همچنین سینمای هند خرد در نظر گرفته می‌شود.

## پیشینه

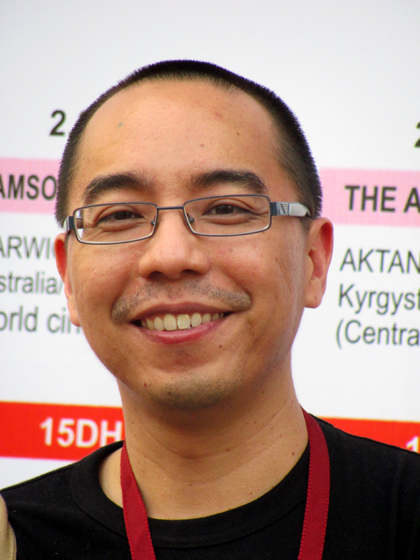
اپیچاتپونگ ویراستاکول فیلم‌نامه‌نویس و کارگردان مشهور تایلندی

اولین نمایش فیلم در تایلند در شهر بانکوک و در ۹ ژوئن ۱۸۹۷ توسط برادران لومیر انجام شد. در همان سال، در جریان سفر پادشاه وقت تایلند چولالونگ‌کورن به اروپا، فیلمی از این سفر توسط برادر پادشاه تهیه شد و تجهیزات فیلم‌برداری توسط وی به تایلند آمد. شاهزاده تونگ تام سامبسترا که «پدر سینمای تایلند» نیز نامیده می‌شود پس از آن کارهای مستندی زیادی انجام داد که در بانکوک به نمایش درمی‌آمد. در سال ۱۹۰۵ بازرگانان ژاپنی ابتدا در بانکوک و سپس در چند شهر دیگر سالن‌های کوچک سینمایی ایجاد کردند. آنچه در این سالن‌ها نمایش داده می‌شد برای چند سال فقط آثار ژاپنی بود تا اینکه کم‌کم فیلم‌های اروپایی و به ویژه فیلم‌های صامت هالیوودی نیز برای اکران این سالن‌ها خریداری شدند. برای مدت‌ها خاندان سلطنتی چاکری متولی امور فیلم و سینما در تایلند بودند.
اولین فیلم تایلندی با عوامل بومی در سال ۱۹۲۷ توسط مانیت واووات و با نام شانس دوباره ساخته شد. بین سال‌های ۱۹۲۷ تا ۱۹۳۲ ۱۷ فیلم در بانکوک ساخته شد که از آن‌ها فقط تعدادی عکس باقی مانده‌است.
در سال‌های ۱۹۲۸ تا ۱۹۳۲ فیلم‌های صامت ژاپنی هنوز در نزد مخاطبان تایلندی محبوبیت داشتند. در ۱ آوریل ۱۹۳۲ اولین فیلم ناطق تایلندی به نام گمراه رفته توسط کمپانی برادران واوات ساخته شد. فیلمی که در دوره اصلاحات سیاسی یک فیلم ایدئولوژیک در نظر گرفته می‌شد. این فیلم به موفقیت بزرگی دست پیدا کرد و سبب‌ساز، ساخت فیلم‌های بیشتر تا سال ۱۹۴۴ گردید. این دوره توسط محققان به عنوان «عصر طلایی» برای صنعت فیلم تایلند تلقی می‌شود.

## فیلم‌هایی که تمام یا بخشی از آن در تایلند فیلم‌برداری شدند
- شکارچی گوزن ۱۹۷۸ ساخته مایکل چیمینوشکارچی گوزن (۱۹۷۸)
- میدان‌های کشتار (۱۹۸۴)
- صبح بخیر، ویتنام (۱۹۸۷)
- بریجت جونز: نکته باریک (۲۰۰۴)
- پوکیری (۲۰۰۶)
- زنده یا مرده (۲۰۰۶)
- بیا، بیا ببینیم (۲۰۰۹)
- شانگهای (۲۰۱۰)
- آفتاب‌پرست (۲۰۱۱)
- خماری: قسمت دوم (۲۰۱۱)
- تفنگ (۲۰۱۲)
- تونی (۲۰۱۳)
- فقط خدا می‌بخشد (۲۰۱۳)
- نینجا: سایه یک قطره اشک (۲۰۱۳)
- به خاطر تو (۲۰۱۴)

شکارچی گوزن ۱۹۷۸ ساخته مایکل چیمینو

- تمام چیزی که می‌بینم تو هستی (۲۰۱۶)

## جایزه‌ها و جشنواره‌های سینمایی
جایزه انجمن ملی فیلم تایلند که با عناوین «جایزهٔ سوپاناهونگ» (Supannahong Awards) یا «قوی زرین» هم شناخته می‌شود، همه‌ساله توسط «مجمع ملی فیلم تایلند» برگزار می‌شود. تندیس این جایزه، یک قوی زرین است که در تایلند، نمادی سلطنتی و مذهبی به‌شمار می‌آید.
فستیوال جهانی فیلم بانکوک (Bangkok International Film Festival) دیگر جشنواره بین‌المللی فیلم است که هر سال بین ماه‌های اکتبر و نوامبر در بانکوک برگزار می‌شود. این رویداد فرهنگی از سال ۲۰۰۲ هر سال در این کشور برگزار می‌شود.

## آمار و ارقام
در تایلند بیش از ۷۵۰ سالن سینمای فعال وجود دارد. سرانه تولید سالیانه فیلم بلند در این کشور ۴۵ عدد و جمعیت سینماروی آن ۲۸ میلیون نفر در سال برآورد شده‌است.